# Полисена Сфорца
Полисена Сфорца (на италиански: Polissena Sforza; * 1428, замъка на Фермо, Миланско херцогство; † юни 1449, Римини, Папска държава) е италианска благородничка от фамилията Сфорца, е чрез брак господарка на Римини.

## Произход
Тя е извънбрачна дъщеря на миланския херцог Франческо I Сфорца (* 1401, † 1466) и любовницата му Джована д'Акуапенденте (*/† 15 век), нар. Ла Коломбина. На 16 октомври 1448 г. папа Николай V узаконява нея и всичките извънбрачни деца на баща ѝ. Има двама братя и две сестри:
- Полисена († като малка)
- Сфорца (* 1429, † 1430)
- Сфорца Секондо (* 1435, † 1491/1493), първи граф на Боргоново (от 1451), генерален губернатор на Парма (през 1483), губернатор на Пиаченца (през 1484), съпруг на Антония дал Верме
- Друзиана (* 1437, † 1474), съпруга на Джано Фрегозо, 24-ти дож на Република Генуа, и на кондотиера Якопо Пичинино, маркиз на Боргоново, Вал Тидоне, Рипалда, Борго Вал ди Таро и Сомаля, граф на Пелегрино Парменсе, Венафро и Компиано, господар на Кастелвисконти, Кастел'Аркуато и др.

Освен това има една полусестра от първия брак на баща ѝ с Полисена Руфо, на която е кръстена, седем или осем полубратя и две или три полусестри от втория му брак с Бианка Мария Висконти, както и тридесет полубратя и полусестри от извънбрачните му връзки.

## Биография
Полисена живее със сестра си Друзиана и брат си Сфорца Секондо при майка им в замъка на Фермо. С тях живеят и полубрат им Тристано, и полусестрите им Изота и Изолеа.
През юли 1441 г. във Фермо тя се сгодява за Сиджизмондо Пандолфо Малатеста, господар на Римини и Фано от 1415 г., за когото се омъжва като втора съпруга на 19 април 1442 г. в Римини. Първата съпруга на Сиджизмондо Джинерва д'Есте умира през 1440 г. отровена, без да му роди деца. Чрез този втори брак той придобива Мондавио – зестра на Полисена и столица на викариата с юрисдикция над 24 замъка, които Малатеста кара да украсят и укрепят.
Полисена умира на 21-годишна възраст в Абатство „Сколка“ в Кастел Сиджизмондо в Римини, вероятно от чума или удушена по заповед на мъжа ѝ. Тя е погребана в храм „Малатеста“ (днешна катедрала „Санта Коломба“) – мавзолей, в който е погребана и първата му съпруга Джиневра. През 1456 г. Сиджизмондо се жени за Изота дели Ати, негова любовница от 1445 г., когато Полисена все още е жива. Друга негова връзка по време на брака му с Полисена е тази с Ванета дей Тоски.
През 1461 г. папа Пий II отлъчва и обвинява Сиджизмондо, че е убил съпругите си Джиневра и Полисена. Джиневра е отровена, а Полисена е удушена с кърпа. Твърди се, че кара да затворят да умре от глад в кула францискански монах, понеже е виновен, че не е разкрил изповедната тайна, разкрита му от Полисена.

## Брак и потомство
∞ юли 1441 (годеж), 23 март 1443 или 19 април 1444 в Римини за Сиджизмондо Пандолфо Малатеста (* 19 юни 1417, Бреша; † 9 октомври 1468, Римини), господар на Римини и Фано, от когото има син и дъщеря:
- Галеото Малатеста (*/† 1442);
- Джована Малатеста (* 1444, † 1511), ∞ 1451 за Джулио Чезаре да Варано (* 1434, Камерино; † 9 октомври 1502, Пергола), господар на Камерино и голям меценат, от когото ражда двама сина.[13]